# Chironomus nuditarsis
Chironomus nuditarsis är en tvåvingeart som beskrevs av Keyl 1961. Chironomus nuditarsis ingår i släktet Chironomus och familjen fjädermyggor. Arten har ej påträffats i Sverige. Inga underarter finns listade i Catalogue of Life.